# Pefaur-Halbinsel
Die Pefaur-Halbinsel (spanisch Península Péfaur, in Argentinien Península Ventimiglia) ist eine Halbinsel an der Danco-Küste des Grahamlands auf der Antarktischen Halbinsel. Sie trennt die Hughes Bay im Norden von der Charlotte Bay im Süden.
Chilenische Wissenschaftler benannten sie nach dem chilenischen Biologen Jaime E. Péfaur von der Universidad de Concepción, Teilnehmer an der 22. Chilenischen Antarktisexpedition (1967–1968).